# جائزة روبرت لأفضل مخرج
جائزة روبرت لأفضل مخرج (بالدنماركية: Robert for årets instruktør)‏ هي جائزة في الدنمارك وهي إحدى فئات جائزة روبرت. ظهرت في سنة 2000. تمنح للمخرجين في الدنمارك بغض النظر عن لغة الفيلم. أول من فاز بها هو بير فلاي. من الفائزين بها لارس فون ترايير (في 2009 و2011).